# Pujie
Aisin Gioro Pujie o Ai-hsin-chüeh-lo, Pʻu-chieh (Pechino, 16 aprile 1907 – Pechino, 28 febbraio 1994) è stato un principe cinese della dinastia Qing.
Nacque nel clan Aisin Gioro, il clan imperiale della dinastia Qing. Pujie era il fratello minore di Pu Yi, l'ultimo imperatore della Cina. Dopo la caduta della dinastia Qing, Pujie andò in Giappone, dove fu istruito e sposò Hiro Saga, una nobildonna giapponese imparentata con la famiglia imperiale. Nel 1937 si trasferì nel Manciukuò, dove suo fratello governò come imperatore sotto vari gradi di controllo giapponese durante la seconda guerra sino-giapponese (1937-1945).
Dopo la fine della guerra, Pujie fu catturato dalle forze sovietiche, detenuto nei campi di prigionia sovietici per cinque anni e poi estradato nella Repubblica Popolare Cinese, dove fu incarcerato per circa dieci anni nel centro di gestione dei criminali di guerra di Fushun. Graziato successivamente dal governo cinese, fu scarcerato e rimase a Pechino, dove si unì al Partito Comunista Cinese e prestò servizio in diverse posizioni nel partito fino alla sua morte nel 1994.

## Nomi
Il nome Manciù di Pujie era ᡦᡠ ᡤᡳᠶᡝ; Pu-giye, il suo nome di cortesia Junzhi e il suo nome d'arte Bingfan. Zeng Guofan fu una fonte d'ispirazione per il nome d'arte di Pujie, Bingfan. Bingfan significa "vivere fino a (l'eredità di Zeng Guo) fan".

## Biografia

### Primi anni di vita

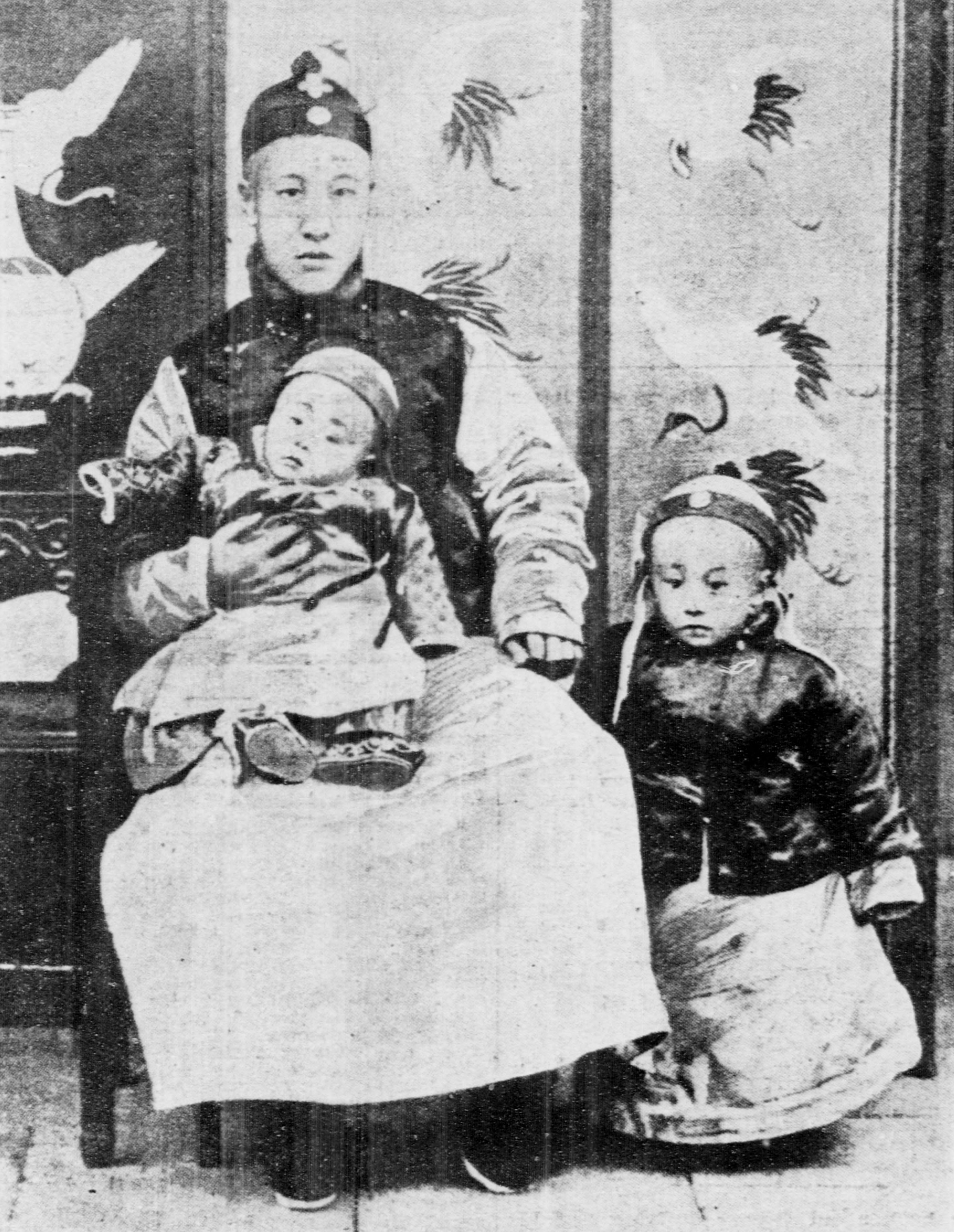
Pujie, tenuto in braccio da suo padre il Principe Chun, e suo fratello maggiore, Pu Yi, in piedi

Pujie era il secondo figlio di Zaifeng (Principe Chun) e la sua consorte principale, Youlan. Da bambino, fu portato nella Città Proibita di Pechino per essere un compagno di giochi e compagno di studi di suo fratello, Pu Yi, divenuto imperatore ad appena due anni e 10 mesi ed estremamente pignolo sulla gerarchia tra loro. Si racconta, infatti, che una volta Pu Yi, notando che il rivestimento interno di uno dei cappotti di Pujie era giallo, ebbe un attacco d'ira, perché il giallo era tradizionalmente un colore riservato solo all'imperatore.
Nel 1929, Pujie viaggiò in Giappone e fu educato alla Scuola dei Pari Gakushūin, imparando molto bene il giapponese. Successivamente, si iscrisse all'Accademia dell'Esercito Imperiale Giapponese e si laureò nel luglio del 1935.
Pujie si sposò per la prima volta nel 1924 con una nobildonna manciù, Tang Shixia, ma non ebbero figli e il matrimonio fu sciolto alcuni anni dopo. Dopo essersi diplomato all'Accademia, Pujie accettò un matrimonio combinato con una nobildonna giapponese. Selezionò Hiro Saga, che era una parente della famiglia imperiale del Giappone, da una fotografia di un numero di possibili candidate controllate dall'Armata del Kwantung. Poiché Pu Yi non aveva un erede, il matrimonio aveva forti implicazioni politiche e mirava sia a rafforzare le relazioni tra i due paesi, sia a introdurre sangue giapponese nella famiglia imperiale dei Manciù. La cerimonia di fidanzamento ebbe luogo presso l'ambasciata del Manciukuò a Tokyo il 2 febbraio 1937, mentre il matrimonio ufficiale avvenne il 3 aprile a Tokyo, nella Sala dell'Esercito Imperiale a Kudanzaka. In ottobre, la coppia si trasferì a Hsinking, la capitale del Manciukuò, dove Pu Yi era allora l'imperatore.

### Vita nel Manciukuò
Poiché Pu Yi non aveva figli, i giapponesi consideravano Pujie come il primo nella linea di successione al fratello quale imperatore del Manciukuò, e così lo proclamarono formalmente erede presuntivo. Tuttavia, Pujie non fu nominato da suo fratello come l'erede al trono della dinastia Qing poiché, secondo la tradizione imperiale, un imperatore senza figli doveva scegliere il suo erede da una generazione successiva, anziché dalla sua stessa generazione. Mentre era nel Manciukuò, Pujie fu capo onorario della Guardia imperiale. Ritornò brevemente in Giappone nel 1944 per frequentare nuovamente l'Accademia di Guerra dell'Esercito.
Al tempo del crollo del Manciukuò, durante l'invasione sovietica della Manciuria nell'agosto del 1945, Pujie inizialmente tentò di fuggire in Giappone con suo fratello. Tuttavia, poiché divenne evidente che non era possibile scappare, decise di tornare a Hsinking nel tentativo infruttuoso di consegnare la città alle forze della Repubblica di Cina, piuttosto che farla cadere in mani straniere.
Pujie fu arrestato con Pu Yi dall'Armata Rossa sovietica e mandato prima in un campo di prigionia a Čita, quindi in un altro a Chabarovsk insieme a suo fratello e altri parenti. Trascorse circa cinque anni nei campi di prigionia sovietici fino al 1950, quando il riavvicinamento sino-sovietico permise a lui e al fratello di essere estradati nella Repubblica Popolare Cinese di recente fondazione.

### Vita nella Repubblica Popolare Cinese
Al suo ritorno in Cina, Pujie fu incarcerato nel Centro di gestione per criminali di guerra di Fushun, Liaoning. Prigioniero modello, alla fine fu graziato e rilasciato dalla prigione dal governo cinese. Si unì al Partito Comunista e ricoprì diversi incarichi.
Nel 1978, Pujie divenne deputato di Shanghai al V Congresso nazionale del popolo.
Successivamente fu vicepresidente del Comitato nazionalità del VI Congresso nazionale del popolo nel 1983. Fu nominato vicedirettore del gruppo di amicizia Cina-Giappone dal 1985. Salì al seggio al Praesidium del VII Congresso nazionale del popolo nel 1988. Dal 1986, Pujie fu anche direttore onorario del Fondo di assistenza per disabili.
Pujie fu anche consulente tecnico per il film L'ultimo imperatore del 1987 diretto da Bernardo Bertolucci. Nel film è interpretato da Fan Guang. Il 28 novembre 1991 gli fu conferito il dottorato onorario dall'Università di Ritsumeikan.
Morì dopo breve malattia alle 07:55 del 28 febbraio 1994 a Pechino all'età di 87 anni. Il suo corpo fu cremato e metà delle sue ceneri furono sepolte a Shimonoseki, nella prefettura di Yamaguchi, in Giappone, mentre l'altra metà fu sepolta a Pechino.

## Famiglia
- Padre: Zaifeng, Principe Chun di Primo Grado (醇親王 載灃; 12 febbraio 1883 - 3 febbraio 1951)
  - Nonno: Yixuan, Principe Chunxian di Primo Grado (醇賢親王 奕譞; 16 ottobre 1840 - 1º gennaio 1891)
  - Nonna: consorte secondaria, del clan Liugiya (側福晉 劉佳氏; 1866-1925), nome personale Cuiyan (翠妍)
- Madre: consorte primaria, del clan Gūwalgiya 嫡福晉 瓜爾佳氏; 1884-30 settembre 1921), nome personale Youlan (幼蘭)
  - Nonno: Ronglu (1836–1903), fu Ministro delle opere dal 1878-1879, Ministro della guerra dal 1895-1898, Viceré di Zhili nel 1898 e Gran Segretario nella Wenhua Hall (文華殿) dal 1898-1902 e la Biblioteca Wenyuan dal 1902-1903, e detenne il titolo di barone di prima classe (一等男)
  - Nonna: Signora Aisin Gioro

- Consorti e figli: 
  - Moglie, del clan Tang (唐氏; 1904–1993), nome personale Shixia (石霞)
  - Moglie, del clan Saga (嵯峨氏; 16 marzo 1914 - 20 giugno 1987), nome personale Hiro (浩)
    - Huisheng (26 febbraio 1938 - 4 dicembre 1957), (慧生)
    - Husheng (13 marzo 1940), (嫮生)
      - Sposato Kenji (健治) del clan giapponese Fukunaga ( 福永) nel 1968, e ebbe figli (tre figli, due figlie)

### Famiglia immediata
La prima moglie di Pujie fu Tang Yiying (唐怡瑩; 1904-1993), meglio conosciuta come Tang Shixia (唐石霞), era del clan Manciù Tatara (他 他 拉) ed era la figlia di Zhiqi, un fratello delle concubine dell'imperatore Guangxu Consorte Zhen e Consorte Jin. Pujie sposò Tang quando aveva 17 anni, ma non andava d'accordo con lei. Nel 1926, Tang divenne l'amante di Zhang Xueliang e ruppe i legami con Pujie e la sua famiglia. Quando Pujie andò in Giappone per i suoi studi, Tang ebbe un'altra relazione - questa volta con Lu Xiaojia (盧筱嘉), figlio del signore della guerra Lu Yongxiang. Saccheggiò la casa avita di Pujie, la residenza del principe Chun a Pechino. Da allora, Pujie e Tang avevano vissuto separatamente fino al divorzio. Nel 1949, Tang si trasferì a Hong Kong e divenne docente presso la Scuola di Lingue Orientali dell'Università di Hong Kong.
Nel 1935, quando Pujie tornò in Cina dai suoi studi in Giappone, Pu Yi cercò di aiutare suo fratello a trovare una moglie Manciù. Pujie incontrò Wang Mintong (王敏彤) ma non si sposarono mai.
Alla fine Pujie sposò Hiro Saga, una nobildonna giapponese imparentata con la Famiglia imperiale del Giappone, con un matrimonio combinato. Ebbero due figlie: Huisheng (1938-1957) e Husheng (嫮 生; nato nel 1940). Huisheng morì il 4 dicembre 1957 sul Monte Amagi in Giappone in quello che sembrava essere un caso di omicidio-suicidio, mentre Husheng sposò Fukunaga Kenji (福永 健 治) e divenne nota come "Fukunaga Kosei" dopo il suo matrimonio. La coppia ebbe cinque figli.

### Successione
Secondo i termini di una legge sulla successione del Manciukuò adottata nel 1937, Pujie, in quanto fratello dell'imperatore, fu erede al trono di Manchukuo quando Pu Yi morì nel 1967. Pujie non ebbe figli maschi. Alla sua morte, il diritto di successione passò al suo parente più stretto, il fratellastro Jin Youzhi.